# Ian Douglas-Wilson
Ian Douglas-Wilson, né le 12 mai 1912 à Harrogate dans le Yorkshire et mort le 15 octobre 2013 à Londres (à 101 ans), est un médecin britannique. Il est le rédacteur chef de la revue scientifique médicale The Lancet, entre 1965 et 1976.

## Biographie
Il naît à Harrogate dans le Yorkshire. Il est élève à l'internat de Marlborough College. Plus tard, il étudie la médecine à l'Université d'Édimbourg. Diplômé en 1936, il obtient un Doctorat en médecine en 1938.
Il commence sa carrière de médecin à Dublin, en Irlande, puis au Pays de Galles, à  Pembrokeshire, où il travaille comme médecin généraliste. Le 3 avril 1940, il se met au service de la Royal Army Medical Corps, corps médical de l'armée britannique chargé des soins médicaux au personnel des armées, avec le grade de lieutenant, et prend part au Débarquement de Normandie en juin 1944. Son expérience des soins apportés à des soldats psychologiquement traumatisés le pousse à rédiger un article traitant de l'impact de la guerre sur la santé mentale, devenant l'un des premiers praticiens à publier un texte avec comme sujet le domaine d'expertise des Troubles comportementaux de guerre. Ian est aussi l'un des premiers professionnels du corps médical des Alliés à pénétrer dans le camp de concentration nazi de Bergen-Belsen, après sa libération en avril 1945.
Après la fin de la Seconde Guerre mondiale, il accorde une interview au British Medical Journal, enquête qui conduit le rédacteur en chef Hugh Clegg à lui proposer un poste au sein de son journal. Il décline toutefois la proposition, mais est finalement employé au sein de la revue médicale The Lancet en 1946, où il devient l'assistant du directeur de publication. L'obtention de ce poste marque pour lui le début d'une carrière de trente ans. En 1965, il est nommé rédacteur en chef de la revue, fonction qu'il exerce jusqu'au 30 octobre 1976.
Ian Douglas-Wilson meurt le 15 octobre 2013 à Londres, âgé de 101 ans.